# Kushyar ibn Labban
Kushyar ibn Labban (*  in Gilan; gestorben in Bagdad) war ein arabischer Mathematiker des 10. und 11. Jahrhunderts.
Es gibt verschiedene Schreibvarianten (Kusyan, Kushiyad, Koshar, Kusiar, Kossar) und Namensvarianten (al-Kiya, was so viel wie Meister bedeutet, Jabah, Halebi).

## Leben
Kushyar stammte aus dem persischen Gilan am Kaspischen Meer. Der Name seines Vaters (Labban) bedeutet Löwe. Nach dem Biographen al-Bayhaqi (gestorben 1065) starb er um 961, die übrigen biographischen Angaben schließen das aber als zu früh aus. Ibn al-Nadim erwähnt ihn nicht, lebte aber auch in Bagdad und vervollständigte sein Werk Fihrist bis 995. Üblicherweise wird angenommen, dass er zwischen 971 und 1029 aktiv war.
Über Kushyar ist wenig bekannt, außer dass er der Lehrer von Ali ibn Ahmad al-Nasawi (fl. nach 1029) war, dem Autor eines Rechenbuchs. Er verfasste hauptsächlich astronomische Werke, Tafeln und ein Buch über das Astrolab und Astrologie. Erhalten sind zwei astronomische Abhandlungen (Zij), al-Jami (Manuskript in Leiden) und al-Baligh (in einem Berliner Manuskript, Berlin 5751). Er stellte keine eigenen astronomischen Messungen an, sondern übernahm sie aus der Schule von Al-Battani. In seinen astronomischen Abhandlungen sind auch Tafeln trigonometrischer Funktionen (wie schon vorher von al-Battani und Abu l-Wafa begonnen).
Kushyar ist vor allem für ein Buch über indische Zahlschrift und Arithmetik bekannt (Usul Hisab al-Hind), eines der ältesten im arabischen Raum. Es stammt aus der Zeit um 1000. Im Hauptteil behandelt er Dezimalzahlen (Sexagesimalsystem nur in Tafeln). Er kennt die Null, verwendet aber keinen Dezimalpunkt. Kushyar gibt auch Methoden zum Ziehen von Quadratwurzeln und Kubikwurzeln und verwendet die Neunerprobe.
Es gibt einen hebräischen Kommentar zur Arithmetik aus dem 15. Jahrhundert von Anabi.